# Frankfurt-Mainkur
Frankfurt-Mainkur – stacja kolejowa we Frankfurcie nad Menem, w kraju związkowym Hesja, w Niemczech. Znajdują się tu 3 perony.